# Woskresenka (rejon połohowski)
Woskresenka (ukr. Воскресенка, do 2016 Czapajewka, ukr. Чапаєвка) – wieś na Ukrainie, w obwodzie zaporoskim, w rejonie połohowskim, siedziba hromady. W 2001 liczyła 3648 mieszkańców, spośród których 3522 wskazało jako ojczysty język ukraiński, 120 rosyjski, 2 bułgarski, 1 białoruski, a 3 ormiański.